# レオポルド・ノビーリ

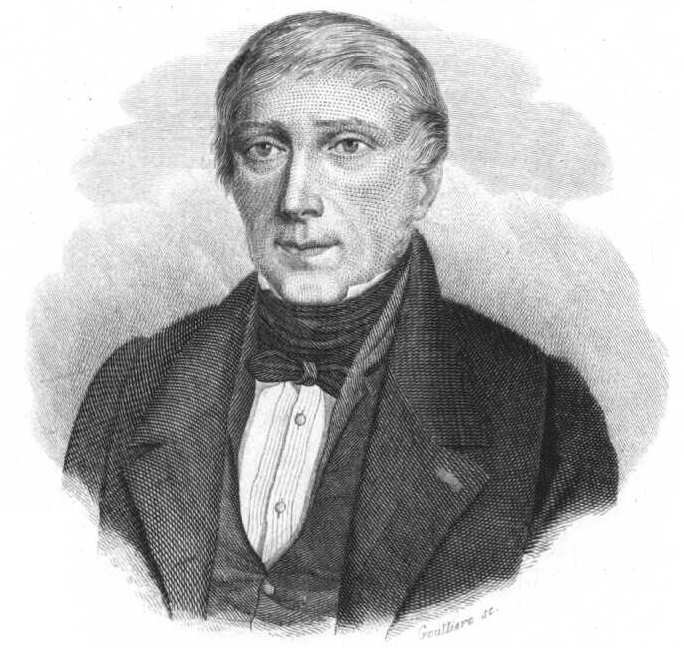
レオポルド・ノビーリ

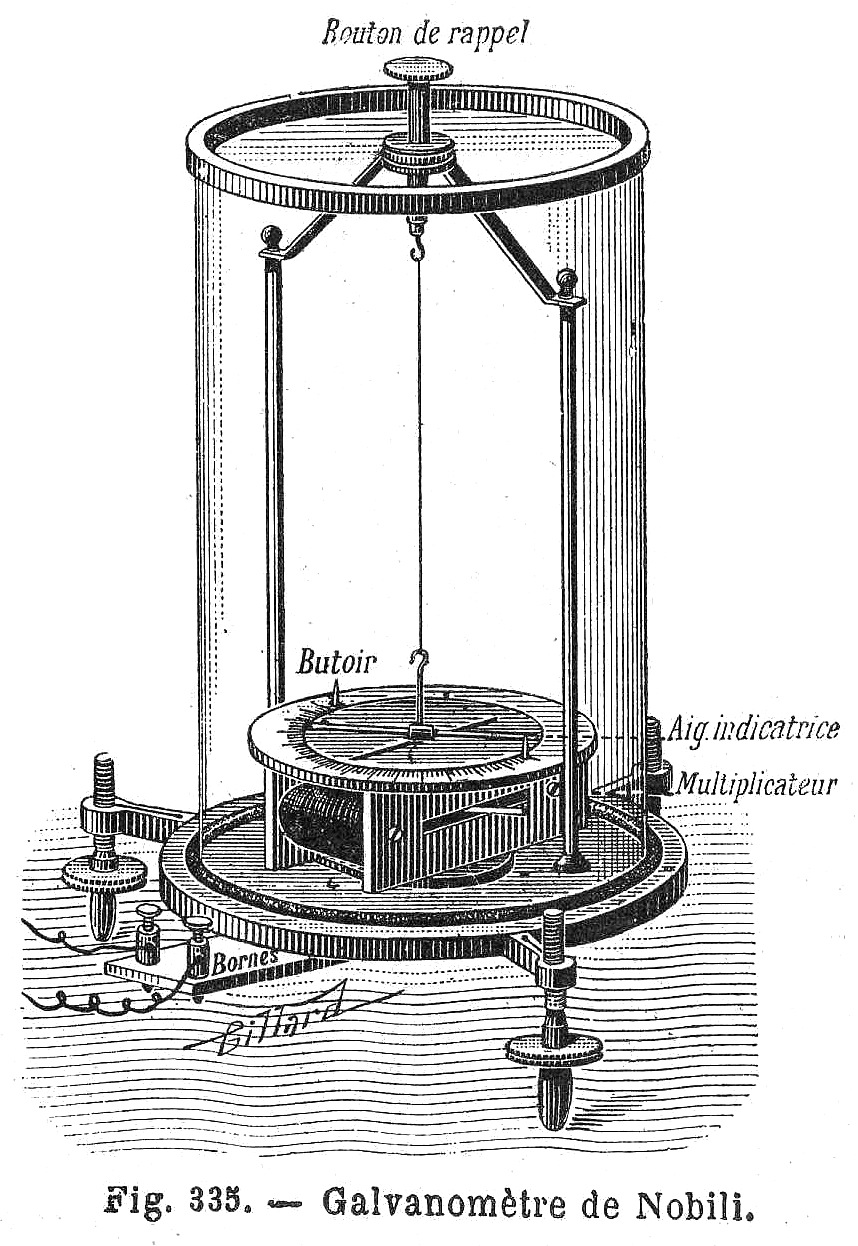
ノビーリの検流計

レオポルド・ノビーリ（Leopoldo Nobili、1784年 - 1835年8月5日）は19世紀始めのイタリアの物理学者、発明家。熱力学や電気化学の研究のための様々な装置を発明し、イタリアにおける電磁気学研究の先駆者の一人とされる。

## 人物
ガルファニャーナのTrassilico（現在のトスカーナ州ガッリカーノ）に生れた。モデナ陸軍士官学校を卒業して技術将校になり、ナポレオン1世の1812年ロシア戦役に参加した。
その後は物理学の研究、特に電気現象の研究に専念するようになり、1825年には無定位検流計を発明し、初期の電磁誘導装置なども設計した。また、1850年に赤外線などの研究を行ったマセドニオ・メローニ（1798-1854）と共同で熱電対や電流計を使った研究を行った。
1832年、レオポルド2世 (トスカーナ大公)にフィレンツェに呼ばれ、王立物理学・自然史博物館（Regio Museo di Fisica e Storia Naturale／現：スペーコラ美術館）の物理学教授に就任し、当時のイタリアの科学界を指導者であるヴィンチェンツォ・アンティノーリ（w:Vincenzo Antinori、1792 - 1865）らと共に物理学を教えた。